# Pierre Chaignon
Pierre Chaignon, S.J. (1791–1883) foi um padre jesuíta francês e escritor espiritual. 

## Vida
Pierre Chaignon nasceu em Saint-Pierre-la-Cour, Mayenne, França, em 8 de outubro de 1791. 
Ele foi professado na Companhia de Jesus em 14 de agosto de 1819, aos 27 anos, e passou sua vida como sacerdote na direção espiritual de outros sacerdotes, dando cerca de trezentos retiros ao clero francês ao longo de trinta anos.  Ele escreveu um livro de meditações espirituais para sacerdotes intitulado Méditationes sacerdotales e estabeleceu uma União de Oração para Sacerdotes Falecidos que foi canonicamente erigida em uma confraria em 1861. 
Ele morreu em Angers em 20 de setembro de 1883. 